# Laura Nyro
Laura Nyro (New York, 1947. október 18. – Danbury, Connecticut, 1997. április 8.) amerikai dalszövegíró, zongorista, énekes. Számos lemezt adott ki. A kritikusok szerint a legjobb lemeze a Eli and the Thirteenth Confession. Legsikeresebb dalai a Blowing Away, a Wedding Bell Blues, a Stoned Soul Picnic, a Sweet Blindness, a Save The Countryés az Eli's Coming. Laura Nyro 1997. április 8-án halt meg petefészekrákban. 2012-ben beiktatták a Rock and Roll Hall of Fame legendái közé.

## Fiatalkora
Bronxban született, zsidó családban nőtt fel Gilda Mirsky Nigro, és Louis Nigro jazz zenész gyermekeként. Már az iskolában énekelt, kedvenc zenészei voltak John Coltrane, Nina Simone, Pete Seeger, Curtis Mayfield, Van Morrison, és a kor nagy lányegyüttesei a The Supremes, Martha and the Vandellas és a The Shirelles. Laurát a Manhattan’s High School of Musicba íratták be. Emlékei szerint még tízéves sem volt, amikor először megpróbálkozott a dalszövegek írásával. Az éneklés mellett kitűnően zongorázott és gitározott.

## Karrierje – 31 év a zene bűvöletében
David Geffen, a rangos lemezkiadó főnöke fedezte fel tehetségét, akivel nagyon jó barátságban voltak. Laura még tizenhét éves sem volt, amikor megírta And When I Die című dalát, amelyből a Blood, Sweat and Tears énekese David Clayton-Thomas csinált sikert. 
Első albuma 1966-ban jelent meg More Than a New Discovery címmel, amelyet több mint egy tucat további lemez követett. Közülük a Christmas and the Beads of Sweat, az It’s Gone Take a Miracle, az Season of Lights és az 1976-os Smile. Ez utóbbi nagy sikert aratott. Utoljára 1993-ban vonult stúdióba, utána már a szörnyű betegséggel, a petefészekrákkal harcolt. Mindössze két hónappal halála előtt a Columbia Records megjelentette legsikeresebb dalait a Stoned Soul Picnic – The Best of Laura Nyro címmel. A lemez 34 harmincnégy dalt tartalmazott mégis a lemezeladási listákon egy lemeze sem került be a TOP 10-be, szerzőként viszont az élen járt: több mint egy tucat szerzeménye más sztárok jóvoltából került a különböző listákra. Laura Nyro zenei érdeklődése meglehetősen sokrétű volt. Fő erőssége a progresszív rock, és a dzsesszrock volt.
Laura Nyro sok zenészre gyakorolt jelentős hatást, köztük Ricky Lee Jones rhythm and blues előadóra és az alternatív zene kiváló énekesnőjére és szerzőjére, Suzanne Vegára. Halála után több válogatás lemeze jelent meg, élen az Angel of Darkness-szel, amelyen csak kiadatlan dalok vannak.

## Magánélete
Laura biszexuális volt. Ugyan férjhez ment David Bianichi-hez 1970-ben, de 1971-ben el is váltak. Rövidebb párkapcsolata volt Jackson Browne énekes-dalszövegíróval (mindössze fél évig tartott kapcsolatuk), még végül egy hölggyel, Maria Desiderio(1954–1999) festőművésszel találta meg a boldogságot a nyolcvanas években, párkapcsolatuk 17 évig tartott.

## Halála
1996-ban az orvosok petefészekrákot diagnosztizáltak nála, édesanyja ápolta  Danbury, connecticuti otthonában. 1997. október 8-án Laura Nyro belehalt a betegségébe. Emlékét számos könyv, válogatáslemez és feldolgozott dalai őrzik. Laura Nyro mindössze 49 éves volt.

## Lemezei
Stúdió
- 1967 – More Than a New Discovery
- 1968 – Eli and the Thirteenth Confession
- 1969 – New York Tendaberry
- 1970 – Christmas and the Beads of Sweat
- 1971 – Gonna Take a Miracle (A Labelle együttessel közös album)
- 1976 – Smile
- 1978 – Nested
- 1984 – Mother's Spiritual
- 1993 – Walk the Dog and Light the Light
- 2001 – Angel in the Dark (Posztumusz lemez amelynek felvételei 1994 és 1995 között történtek)

Koncertlemezek
- 1977 – Season of Lights
- 1989 – Laura: Live at the Bottom Line
- 2000 – Live at Mountain Stage (1990-ben rögzített)
- 2002 – Live: The Loom's Desire (1993–től 1994-ig rögzítették)
- 2003 – Live in Japan (1994-ben rögzített)
- 2004 – Spread Your Wings and Fly: Live at the Fillmore East (1971. május 30-án rögzített)

Válogatáslemezek
- 1972 – Laura Nyro sings her Greatest Hits (csak Japán-ban kiadott lemez)
- 1980 – Impressions
- 1997 – Stoned Soul Picnic: The Best of Laura Nyro
- 1999 – Premium Best Collection-Laura Nyro (csak Japán-ban kiadott lemez)
- 2000 – Time and Love: The Essential Masters
- 2006 – Laura Nyro-Collections (a Sony Europe gondozásában kiadott lemez)